# سيزار ليوناردو موناستيرايو
سيزار ليوناردو موناستيرايو (بالإسبانية: César Monasterio)‏ هو لاعب كرة قدم أرجنتيني في مركز حراسة المرمى، ولد في 10 يناير 1971 في سان ميغيل دي توكومان في الأرجنتين. لعب مع ألميرانتيه براون دي أريسيفيس وسان مارتين دي سان خوان ونادي ألميرانته براون.